# Trilogia Sprawl
A trilogia Sprawl é um conjunto de de romances do Autor William Gibson, composto por Neuromancer (1984), Count Zero (1986) e Mona Lisa Overdrive (1988).

## Recepção
Segundo Antonio Gonçalves Filho, Jornalista de O Estado de Sao Paulo, Neuromancer, o primeiro livro da trilogia Sprawl, inaugurou o gênero literário o cyberpunk e vendeu mais de 30 mil cópias apenas no Brasil.